# Centro de música militar de la Bundeswehr
El Centro de Música Militar Bundeswehr (ZMilMusBw) en Bonn es el puesto de mando del servicio de música militar Bundeswehr. Fue creado el 25 de agosto de 2009 y es el nivel de alta dirección de este servicio de la Bundeswehr. Desde que se adoptó la estructura objetivo, todas las unidades de música militar de la Bundeswehr han estado directamente subordinadas al centro.

## Orden
La misión central del centro es la gestión profesional y profesional de todas las orquestas por parte de la Bundeswehr, así como el asesoramiento técnico del Ministerio Federal de Defensa (Alemania) (BMVg) en asuntos militares y musicales. También controla y planifica el despliegue de todas las unidades de música de la Bundeswehr, tanto en Alemania como en el extranjero. También es responsable de la aprobación de producciones musicales por miembros de la Bundeswehr.
- Datos: Q15136159